# マリオ・アゾパルディ
マリオ・アルパルディ（Mario Azzopardi、1950年 - ）は、マルタで生まれた映画・ドラマの監督である。マルタ大学卒業。1971年代始めから映像制作に携わっているが、1978年にマルタからカナダに移り、主にテレビ映画の監督を行っている。

## 監督作品
- デッドライン～「恐怖の極限」とは何か?あるホラー作家の衝撃の体験! Deadline (1981)
- 怒りの裁き Nowhere to Hide (1987)
- キャプテンパワー Captain Power and the Soldiers of the Future (1987)テレビシリーズ
- 超音速ヒーロー ザ・フラッシュ The Flash (1990) テレビシリーズ
- ハイランダー Highlander (1992) テレビシリーズ
- ハイテク武装車バイパー Viper (1994) テレビシリーズ、ビデオ邦題『犯罪壊滅装甲兵器ヴァイパー2』のエピソード
- ロボコップ ザ・シリーズ RoboCop (1994) テレビシリーズ
- F/X THE SERIES "F/X: The Series (1996) テレビシリーズ
- スターゲイト SG-1 Stargate SG-1 (1997-1998) テレビシリーズ
- ボーン・ダディ Bone Daddy (1998)
- エアスピード Free Fall (1999)
- タイムクラッシュ・超時空カタストロフ The Time Shifters (1999)
- トータル・リコール Total Recall 2070 (1999) テレビシリーズ
- ホスタイル・グラウンド On Hostile Ground (2000)
- アンダーカバー Stiletto Dance (2001)